# Czerkaśke (rejon nowomoskowski)
Czerkaśke (ukr. Черкаське) – osiedle typu miejskiego na Ukrainie, w obwodzie dniepropetrowskim, w rejonie nowomoskowskim, siedziba hromady. W 2001 liczyło 4046 mieszkańców, spośród których 2270 wskazało jako ojczysty język ukraiński, 1759 rosyjski, 7 białoruski, 8 inny, a 2 osoby się nie zadeklarowały.